# 두리안 (종)
두리안(durian, 학명: Durio zibethinus 두리오 지베티누스[*])은 아욱과의 나무이다. 두리안속 식물 가운데 가장 흔한 종이며, 열매인 두리안은 과일로 먹는다. 원산지는 동남아시아의 보르네오섬과 수마트라섬이다.

## 사진

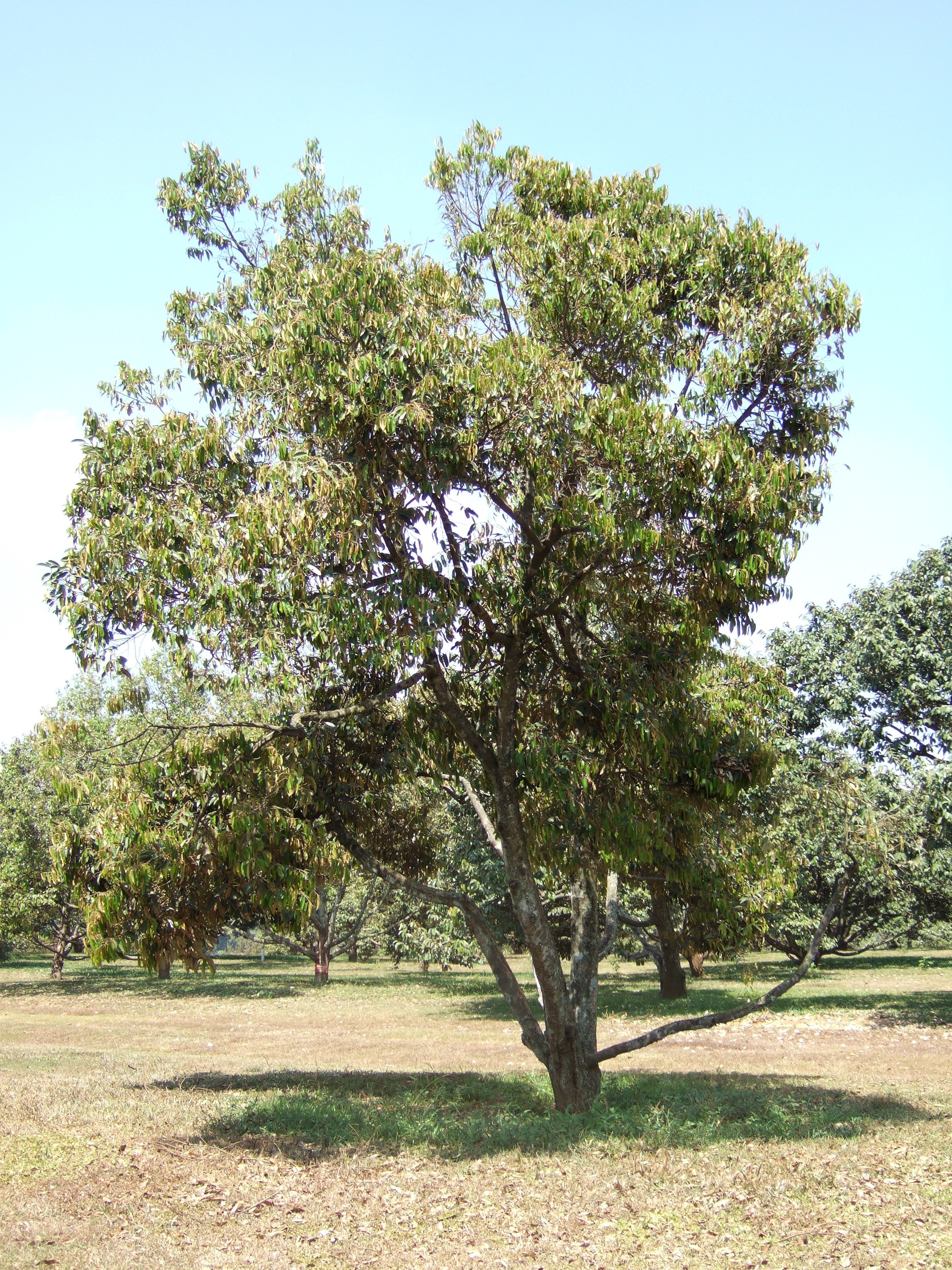
나무
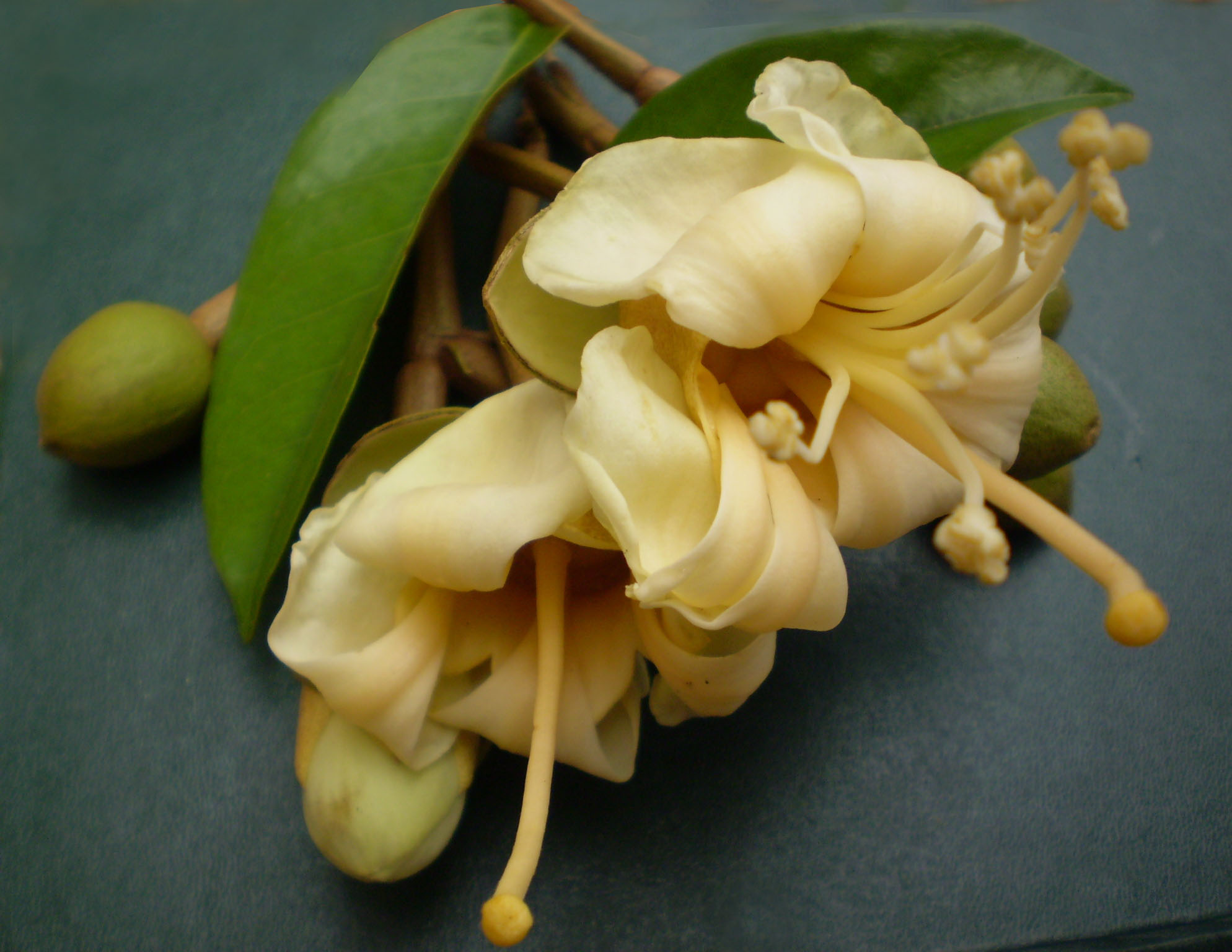
꽃
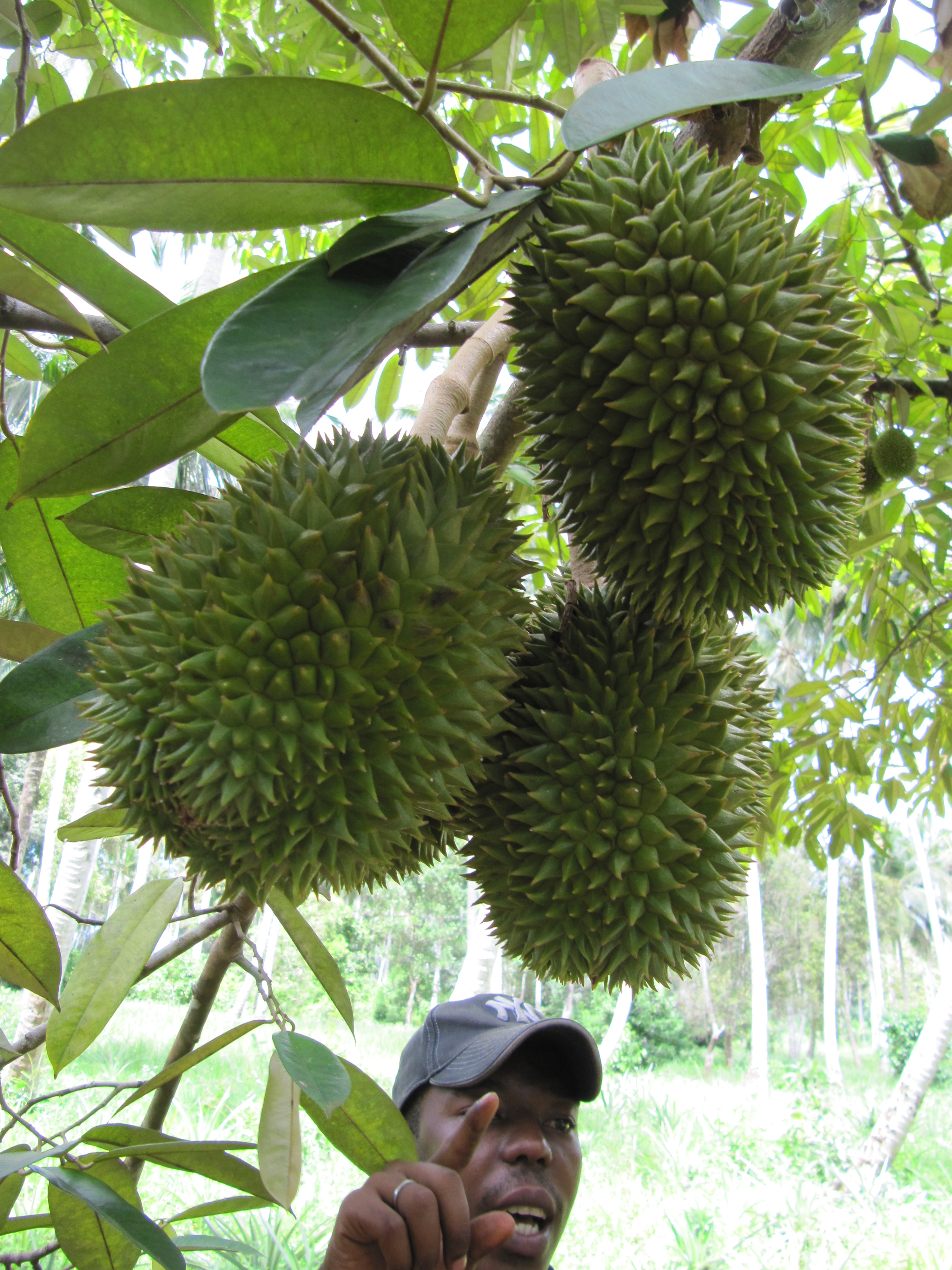
열매
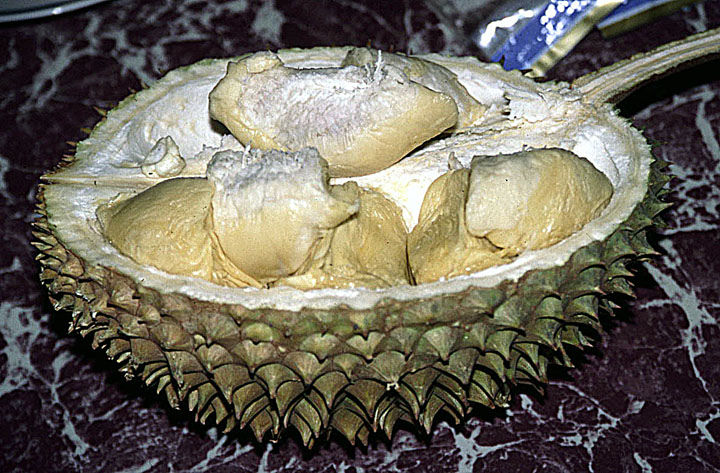
두리안 단면

## 같이 보기
- 빵나무
- 잭프루트